# Gundam Evolution
Gundam Evolution è un videogioco sparatutto free-to-play sviluppato da Bandai Namco Online e pubblicato nel 2022 per Microsoft Windows, PlayStation 5, PlayStation 4, Xbox Series X e Series S e Xbox One.
Basato sulla serie Gundam, il titolo è un multigiocatore PvP 6 contro 6 con tre modalità di gioco.
Nel luglio 2023 il produttore esecutivo Kazuya Maruyama ha annunciato che il gioco non sarà più disponibile a partire dal 29 novembre 2023.